# Liste der Naturschutzgebiete im Landkreis Neustadt an der Waldnaab
Im Landkreis Neustadt an der Waldnaab gibt es 13 Naturschutzgebiete. Zusammen nehmen sie im Landkreis eine Fläche von 787 Hektar ein. Das größte Naturschutzgebiet im Kreis ist das 1987 eingerichtete Naturschutzgebiet Torflohe und Pfrentschwiese.
| Name                             | Bild | Kennung                   | Einzelheiten | Position | Fläche Hektar | Datum |
| -------------------------------- | ---- | ------------------------- | --- | -------- | ------------- | ----- |
| Dost                             |      | NSG-00001.01 WDPA: 81549  | Floß Blockmeer aus mächtigen, gerundeten Granitblöcken.                                                                    | ⊙        | 11,23         | 1988  |
| Eschenbacher Weihergebiet        | BW   | NSG-00364.01 WDPA: 163001 | Eschenbach in der Oberpfalz Wassergebundene und amphibische Lebensgemeinschaften.                                          | ⊙        | 101,97        | 2003  |
| Etzenrichter Kirchberg           |      | NSG-00005.01 WDPA: 81635  | Etzenricht Unbewaldeter Höhenrücken, der von einer aus dem 14. Jahrhundert stammenden evangelischen Kirche gekrönt wird.   | ⊙        | 5,92          | 1938  |
| Lerautal bei Leuchtenberg        |      | NSG-00004.01 WDPA: 82089  | Leuchtenberg Talabschnitt der Lerau mit angrenzenden Waldgebieten.                                                         | ⊙        | 90,96         | 1938  |
| Naturwaldreservat Gscheibte Loh  | BW   | NSG-00138.01 WDPA: 82214  | Manteler Forst Feuchte Niederungen, in denen sich Torflager befinden.                                                      | ⊙        | 108,96        | 1981  |
| Niedermoorgebiet bei Georgenberg | BW   | NSG-00484.01 WDPA: 164809 | Georgenberg Umfangreicher Feuchtgebietskomplex.                                                                            | ⊙        | 63,20         | 1994  |
| Parkstein                        |      | NSG-00002.01 WDPA: 82305  | Parkstein Im Tertiär entstandener Vulkankegel, in dessen Schlot die Lava langsam erkaltete.                                | ⊙        | 2,82          | 1937  |
| Schießlweiher bei Schwarzenbach  | BW   | NSG-00547.01 WDPA: 319065 | Schwarzenbach Teil einer alten Weiherkette.                                                                                | ⊙        | 27,73         | 1998  |
| Schloßberg Flossenbürg           |      | NSG-00010.01 WDPA: 165419 | Flossenbürg Steil aufragende Granitkuppe mit einer großartig gelegenen Burgruine.                                          | ⊙        | 16,50         | 1939  |
| Torflohe und Pfrentschwiese      | BW   | NSG-00310.01 WDPA: 165929 | Eslarn Lebensräume mit ihrem störungsempfindlichen Artenspektrum.                                                          | ⊙        | 172,06        | 1987  |
| Vogelfreistätte Großer Rußweiher |      | NSG-00058.01 WDPA: 82795  | Eschenbach in der Oberpfalz Wassergebundene und amphibische Lebensgemeinschaften.                                          | ⊙        | 137,15        | 1951  |
| Vogelfreistätte Weiherhammer     | BW   | NSG-00014.01 WDPA: 82810  | Weiherhammer Wasserfläche und Verlandungszonen.                                                                            | ⊙        | 19,38         | 1939  |
| Waldnaabtal                      |      | NSG-00050.01 WDPA: 82857  | Falkenberg, Windischeschenbach Felsblockmeere im Gewässer LK Neustadt an der Waldnaab 28,78 ha, LK Tirschenreuth 153,55 ha | ⊙        | 182,33        | 1950  |
| Legende für Naturschutzgebiet    |      |                           | |          |               |       |